# Wiesenrainbrücke

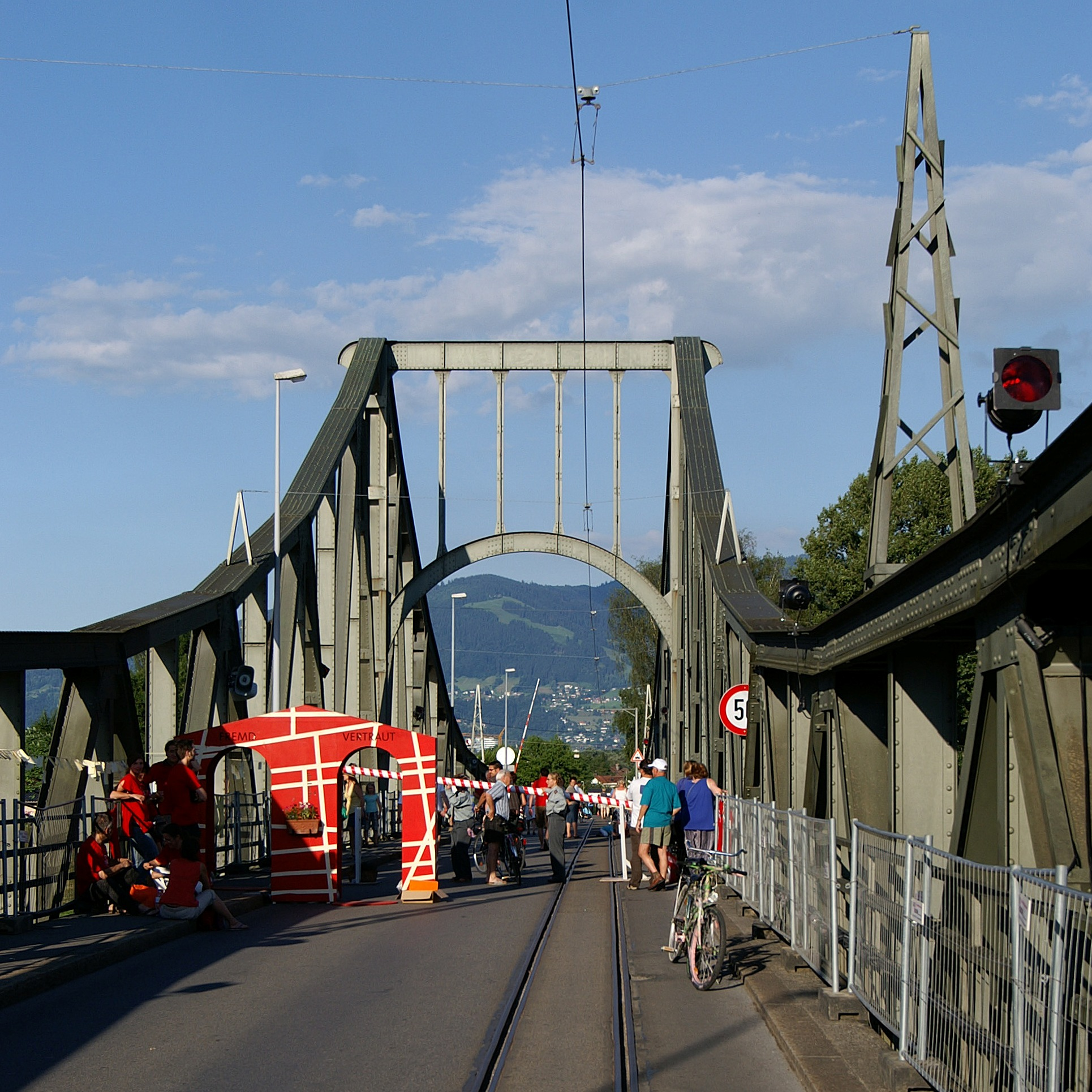
Brückenfestival anlässlich der „internationalen Ballontage Alpenrheintal“ (2010)

Die Wiesenrainbrücke (auch Rheinbrücke oder Neue Widnauer Brücke, 410 m ü. A.) in Lustenau, Wiesenrain bzw. Widnau ist eine in Österreich denkmalgeschützte (Listeneintrag) Stahlbrücke, die über den Alpenrhein führt.
Über die Brücke führt auf derselben Fahrbahn der Kraftfahrzeugverkehr, der Fußgänger- und Fahrradverkehr sowie die Dienstbahn der Internationalen Rheinregulierung. Sie wird für den Transport von Gütern mit der Dienstbahn der Internationalen Rheinregulierung nur noch eingeschränkt verwendet. Die Durchfahrt mit Lastkraftwagen ist auf Fahrzeuge bis 16 Tonnen beschränkt.

## Name
Die Brücke wird einfach als Rheinbrücke bezeichnet oder unter Bezugnahme auf den Lustenauer Ortsteil Wiesenrain heute vor allem als Wiesenrainbrücke. Früher auch als Neue Widnauer Brücke.

## Geschichte
1870 wurde bei Widnau eine Rheinfähre nach Lustenau eingerichtet. Diese wurde 1875 durch eine gedeckte Holzbrücke ersetzt, die wiederum 1914 durch die heute noch bestehende Stahlfachwerkbrücke mit einer Zollstation abgelöst wurde.
Die 1875 errichtete gedeckte Holzbrücke wurde auf Kosten der Gemeinde Widnau etwas südlich der heutigen Stahlbrücke als nicht öffentliche Holzbrücke errichtet, um die in Österreich gelegenen landwirtschaftlichen Grundstücke der Widnauer Bauern (sogenannte „Schweizer Rieder“ im südlichen Teil Lustenaus) einfacher bewirtschaften zu können. Diese „Privatbrücke“ der Schweizer Bauern war für den öffentlichen Grenzverkehr nicht zugelassen. Die österreichische Finanzbehörde wollte keine zusätzliche Zollstelle am Wiesenrain. Den anderen beiden Rheinbrücken im Gemeindegebiet von Lustenau, der Oberfahrbrücke und der Unterfahrbrücke, sollte auch keine zusätzliche Konkurrenz entstehen. Diese Brücke wurde 1912 im Zuge der Rheinregulierungsarbeiten abgebrochen.
Die bisherige gedeckte Holzbrücke (später als Alte Widnauer Brücke bezeichnet) wurde in vier Teile aufgespaltet und zur heute noch bestehenden Nöllenbrücke in Widnau und zur Senderbrücke (Dornbirn/Lauterach). Zwei weitere Teile dieser Rheinbrücke wurden als lokale Brücken weiterverwendet und führten in den Widnauer Teil des Schweizer Ried in Lustenau (diese beiden Brücken sind abgebrannt).
Die bis 1914 errichtete, etwa 260 Meter lange Brücke (410 m ü. A.) führt wiederum von Widnau in der Schweiz nach Lustenau in Österreich. Die Straße über die Brücke führt von Osten (von Lustenau) über die Philipp-Krapf-Straße (L44) über die Schweizerisch/Österreichische Grenze in der Mitte des Alpenrheins nach Westen zur Rheinstrasse (in Widnau). Die Brücke wurde wie ihr Vorgängerbau (gedeckte Holzbrücke) vor allem für Transportzwecke über den Alpenrhein errichtet. Seit 1914 ist der öffentliche Personenverkehr über diese Brücke möglich.
Die Eröffnung fand am 25. Mai 1914 statt, die Festrede wurde von Nationalrat Ernst Schmidheiny I. gehalten.
Aufgrund von Korrosionsschäden ist die Brücke seit dem 1. März 2024 nur noch einspurig befahrbar. Fahrten des Rheinbähnles über die Brücke sind nicht mehr möglich.

## Film
2013 wurden bei und auf der Wiesenrainbrücke Akte Grüninger, eine Hommage an den Fluchthelfer und Menschenfreund Paul Grüninger (Schweizer Grenzbeamter, 1891–1972; Österreich in der Zeit des Nationalsozialismus) gedreht.